# Marcahuasi
Marcahuasi ([maɾkaˈwasi]) es una meseta de la Cordillera de los Andes ubicada al este de Lima, sobre la cadena montañosa que se eleva hacia la margen derecha del río Rímac. Esta formación domina todo el paisaje de 4000 m de altitud sobre el nivel del mar.

## Características
Se trata de una meseta de origen volcánico, de aproximadamente 4 km² de extensión, ubicada a casi 4000 m s. n. m. en las alturas de Huarochirí, al este de la ciudad de Lima. Allí se encuentra un singular conjunto de gigantescas rocas de granito cuyo origen tiene distintas teorías. 
Los más pragmáticos aseguran que dichas rocas son efecto del capricho de la naturaleza sobre las moles de diorita, labradas por la erosión del viento y la lluvia a lo largo de milenios. 
Es posible que se hayan formado a partir de un deshielo con una erosión de tipo glaciar, esta zona pudo haber sido un nevado ya sea en la edad de hielo o incluso en la época de la Pequeña Edad de Hielo. En la época del Virreinato del Perú había hielo en las cercanías de la ciudad de Lima, tal es así que las crónicas coloniales cuentan que la población comía raspadillas de hielo natural y que desde la misma ciudad de Lima se divisaban nevados. Existe un óleo de Cyrenius Hall en el Museo de Arte de Lima donde se muestran el valle del río Rimac con las montañas nevadas al fondo.

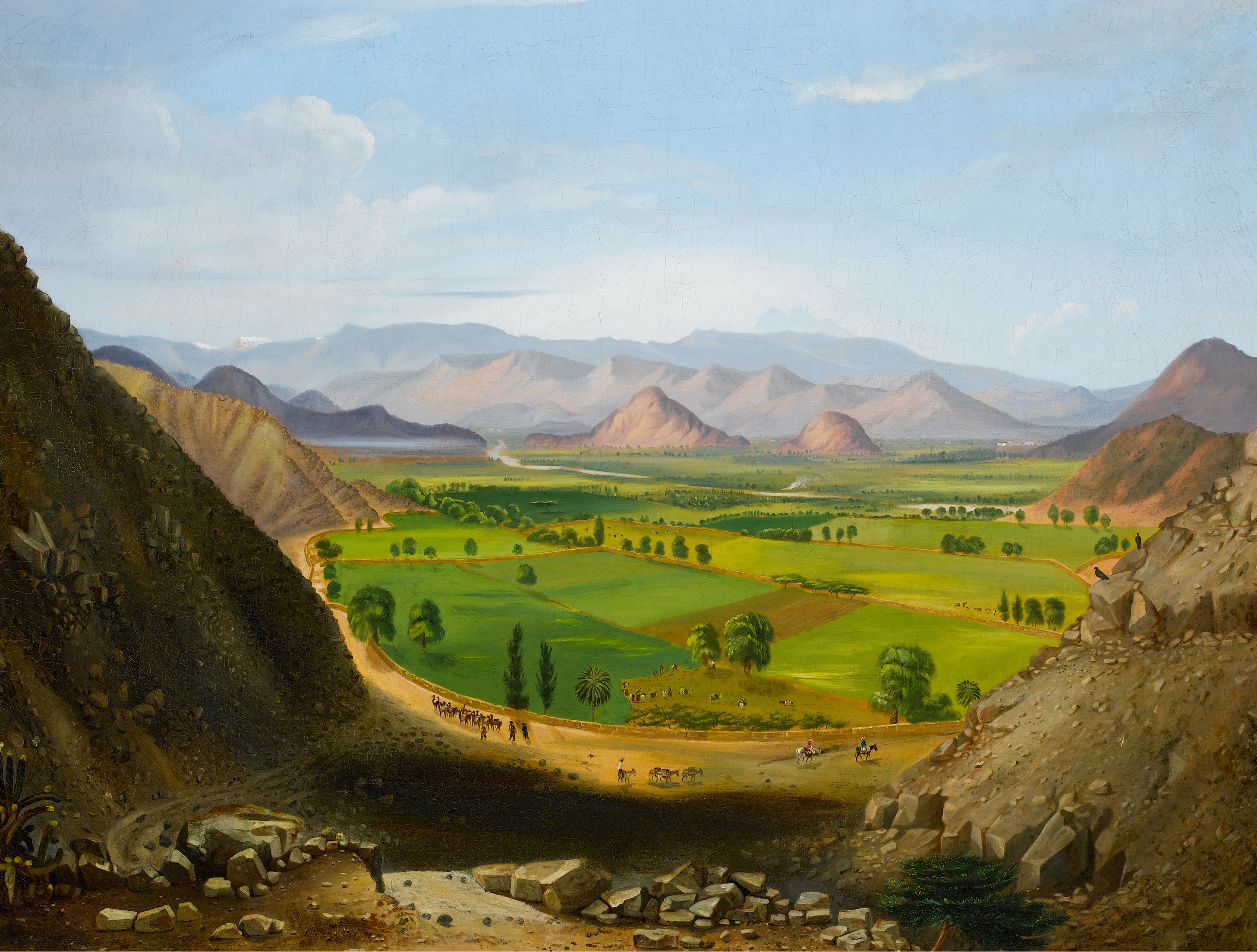
Óleo de Cyrenius Hall

En ellas se han producido curiosas formas y diseños, bautizados por los exploradores según la apariencia que presentan (a veces, con mucha imaginación). Así, se pueden enumerar los conocidos "Monumento a la Humanidad", una gigantesca mole de granito que, desde diferentes ángulos permite apreciar un nítido perfil humano, la diosa Thueris, la Anfichelidia (precesor de la tortuga), el valle de las focas, el león africano, la vicuña, el sapo, entre otros.
En la meseta de Marcahuasi también hay tres ciudadelas en ruinas pertenecientes, según el arqueólogo Julio César Tello a la cultura Huanca.
Marcahuasi carece de infraestructura y servicios, por lo que los viajeros deben llevar consigo todo el equipo necesario para pernoctar (carpas, alimentos y agua), desde la cercana localidad de San Pedro de Casta, en el valle del río Santa Eulalia, Provincia de Huarochirí. El lugar predilecto de los campistas es una gran hoyada conocida con el nombre de "Anfiteatro", rodeado de grandes rocas que brindan alguna protección contra el viento y el frío.
Otras personas, más avezadas, se dirigen hasta la "Fortaleza", el punto más elevado de la meseta, donde existe un monolito que semeja un inmenso altar de piedra. Chullpas, terrazas y numerosas construcciones de origen prehispánicos atestiguan la presencia humana en estos lares desde muchos siglos atrás. Se dice que Marcahuasi posee un importante campo magnético o que es un punto estratégico para el avistamiento de ovnis. Lo que es seguro, sin embargo, es que el lugar posee un marco escénico impresionante.

## Acceso
Se accede a este paraje a través de dos caminos de herradura llamados popularmente "El camino Largo" (de tres a cuatro horas) que termina en "el Anfiteatro". El otro camino es el llamado "camino corto", para los más avezados (unas dos horas) y que termina en la meseta entrando por el "monumento a la humanidad".
Ambos caminos parten de la pintoresca localidad de San Pedro de Casta (3.351 m s. n. m..), adonde se accede remontando una carretera afirmada desde Santa Eulalia a la altura del kilómetro 35 de la Carretera Central. Desde Lima, se deberá llegar al parque Echenique en la ciudad de Chosica, donde existe un paradero de autobuses que conducen diariamente a San Pedro de Casta.
San Pedro de Casta es, además, un interesante destino para los viajeros amantes de las festividades populares. Cada mes de octubre el pueblo deja su apacible tranquilidad, para festejar, con música y alegría, la Fiesta del Agua (la primera semana de octubre), elemento vital en la cosmovisión andina, que empieza con la limpieza anual de los canales de riego antes de la temporada de lluvias.
Se recomienda pernoctar la primera noche en el hospedaje municipal en San Pedro de Casta para poder aclimatarse y poder iniciar la subida al día siguiente. Al estar en San Pedro de casta se puede aprovechar para conocer el trabajo de recuperación de andenerías incaicas que viene haciendo esta comunidad.
La mejor época para visitar es durante los meses de agosto a octubre.
Es ideal para practicar deportes de aventura como el trecking, escalada en roca y palestra, camping bajo las estrellas: La altitud y el cielo despejado hacen de Marcahuasi uno de los mejores lugares para observar el firmamento, muy importante llevar equipo adecuado de campamento.

## Atractivos
Entre las formas más resaltantes se pueden mencionar:
- Monumento a la Humanidad
- Dolmen.- Conocido también como “el hongo”.
- El Profeta
- Las Esfinges
- La Paloma
- El Alquimista.- Perfil escondido de un hombre.
- Las Focas
- El Anfiteatro
- La Fortaleza
- El Sapo
- La Tortuga
- La Diosa Tueris

Además de las ya mencionadas  formaciones rocosas se encuentran entre sus atractivos, sus lagunas que reflejan el celeste cielo y que son en realidad hondonadas que captan el agua de las lluvias de verano lagunas, las chulpas. El investigador Huarochirano D. Lopez Mazzotti menciona también su impresionante cielo estrellado y lo ya mencionado: el atractivo como "centro magnético" y "avistamiento de ovnis". Todo esto hace que Marcahuasi siga siendo un gran centro de atracción para visitantes.
Hay que mencionar que se ha construido recientemente una carretera que accede hasta el abra de Portachuelo, casi a la entrada del "Anfietratro", y en donde se ha construido un centro de servicios con espacios para fogatas, servicios higiénicos y puesto de ventas . La intención es que los campistas se queden en esta zona y no acampen ya en el anfiteatro.

## Galería

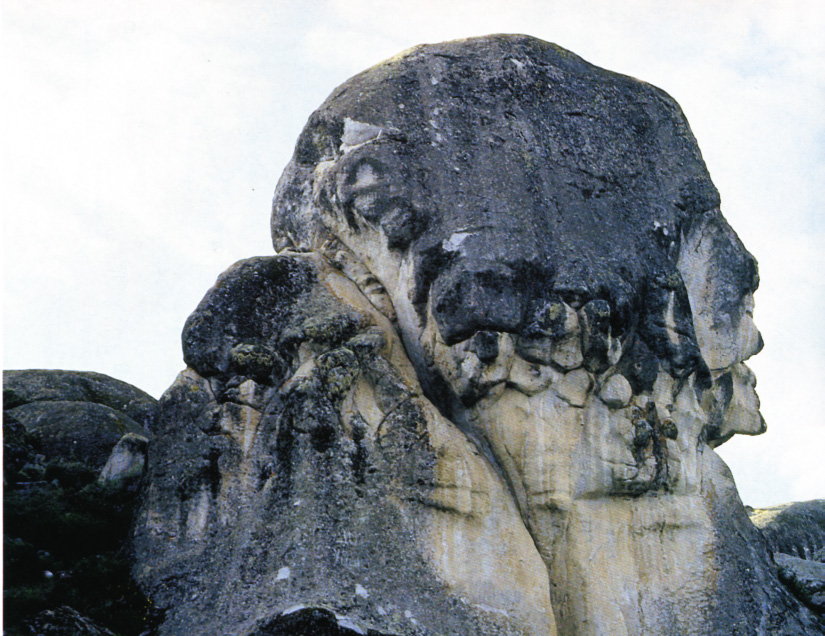
Piedra en forma de cabeza humana en Marcahuasi.
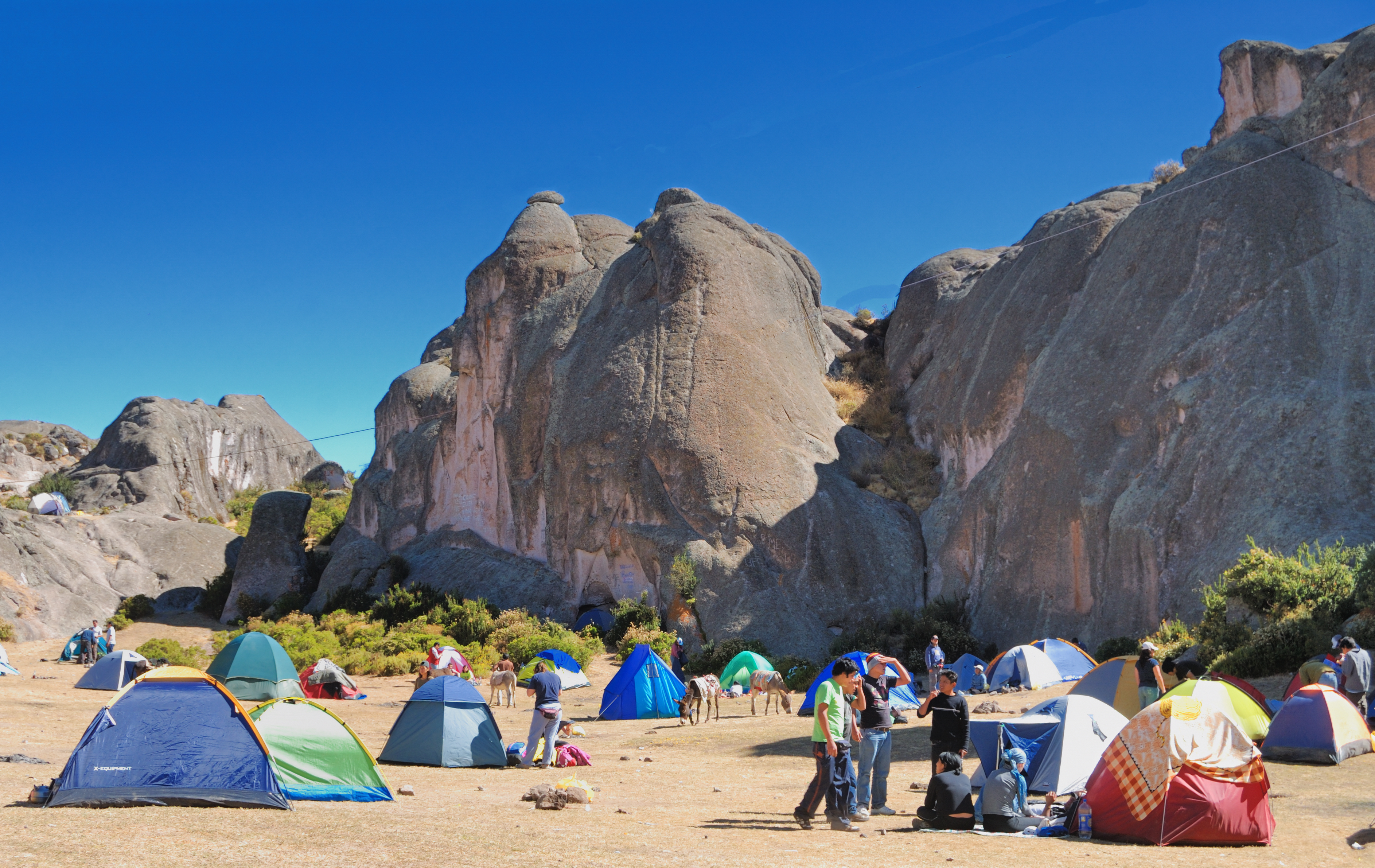
El anfiteatro en Fiestas Patrias, copado de turistas.
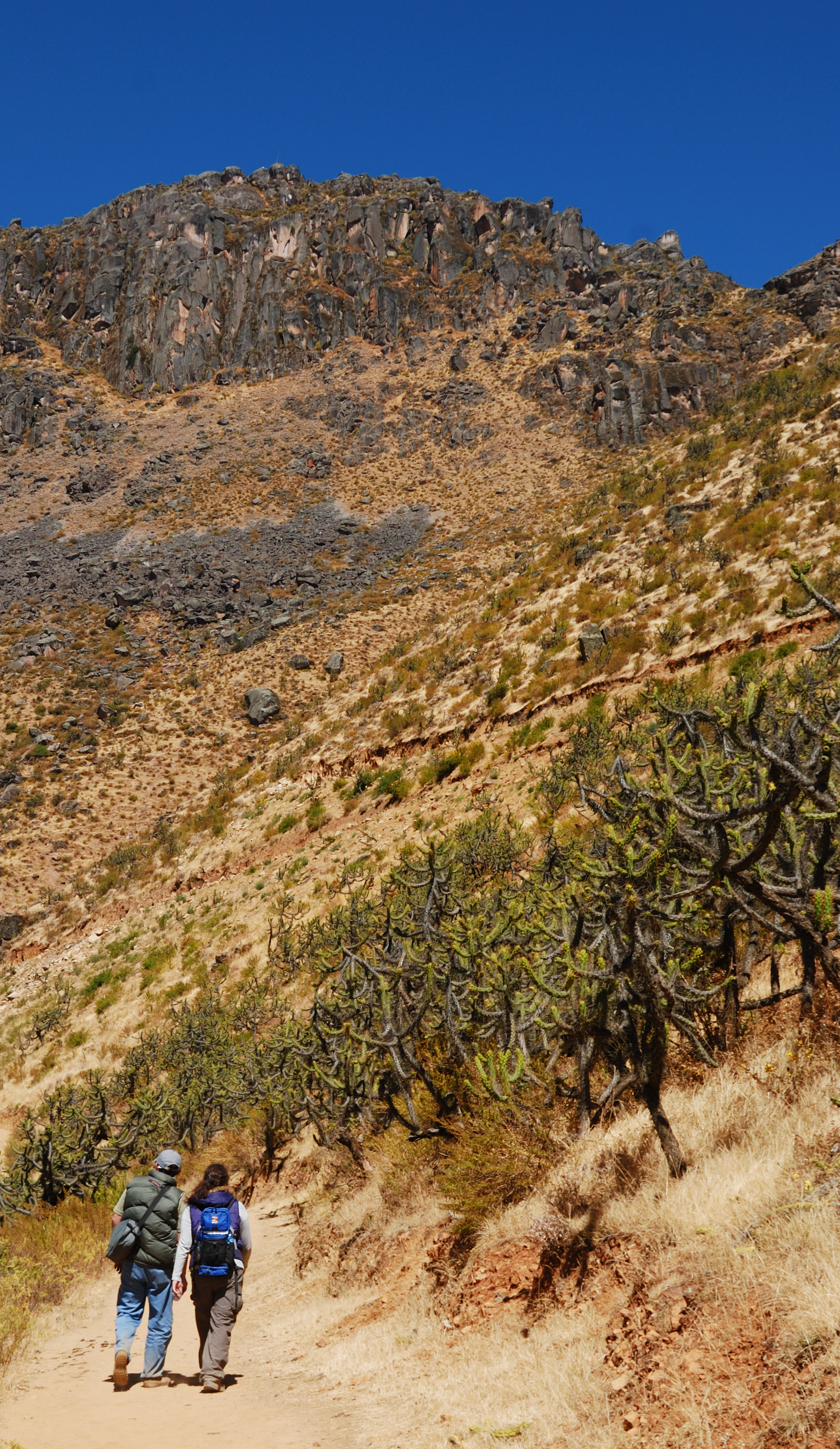
Horas de camino, desde San Pedro de Casta, hasta llegar a Marcahuasi.
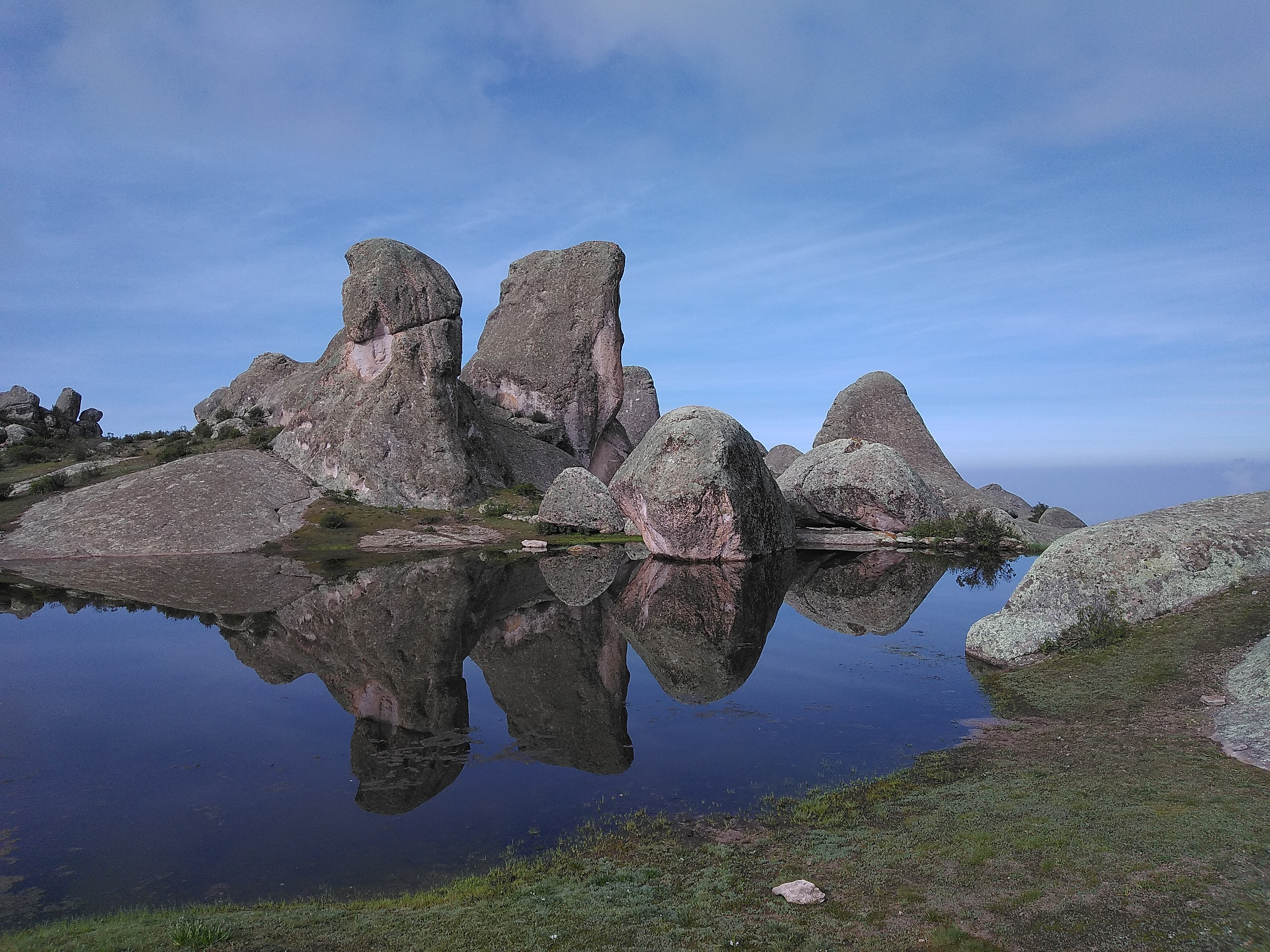
Se forma en época de lluvias y desaparece luego